# Nesowithius
Nesowithius es un género de arácnido del orden Pseudoscorpionida de la familia Withiidae.

## Especies
Las especies de este género son:
- Nesowithius dilatimanus
- Nesowithius eburneus
- Nesowithius seychellesensis